# Macrothemis lutea
Macrothemis lutea is een libellensoort uit de familie van de korenbouten (Libellulidae), onderorde echte libellen (Anisoptera).
De wetenschappelijke naam Macrothemis lutea is voor het eerst geldig gepubliceerd in 1909 door Calvert.